# Mateo Cardona
Mateo Cardona (Medellín, Antioquia, Colombia; 11 de febrero de 1996) es un futbolista colombiano que juega como centrocampista en la Universidad Central de Venezuela de la Primera División de Venezuela.

## Trayectoria

### Chacarita Juniors
El 31 de agosto es presentado como nuevo jugador del Chacarita Juniors de la Primera División de Argentina a préstamo por un año con opción de compra.

### Once Caldas
El 17 de mayo del año 2017, Mateo, jugando para el Once Caldas, marcó gol olímpico en Copa Águila frente a Leones, causando gran impresión, ya que es muy difícil realizar este tipo de goles.

### Real Sociedad
El martes 17 de agosto de 2021 llega a un acuerdo con la Real Sociedad de la primera división de Honduras por una temporada.

## Estadísticas
| Club                                     | Div                 | Temporada           | Liga  | Liga  | Copa Nacional | Copa Nacional | Copa Internacional | Copa Internacional | Total | Total |
| Club                                     | Div                 | Temporada           | Part. | Goles | Part.         | Goles         | Part.              | Goles              | Part. | Goles |
| ---------------------------------------- | ------------------- | ------------------- | ----- | ----- | ------------- | ------------- | ------------------ | ------------------ | ----- | ----- |
| Envigado FC · Colombia                   | 1ª                  | 2014                | 2     | 0     | 6             | 3             | 0                  | 0                  | 8     | 3     |
| Envigado FC · Colombia                   | 1ª                  | 2015                | 5     | 0     | 5             | 0             | 0                  | 0                  | 10    | 0     |
| Envigado FC · Colombia                   | 1ª                  | 2016                | 9     | 1     | 6             | 1             | 0                  | 0                  | 15    | 2     |
| Envigado FC · Colombia                   | Total               | Total               | 16    | 1     | 17            | 4             | 0                  | 0                  | 33    | 5     |
| Once Caldas · Colombia                   | 1ª                  | 2017                | 11    | 0     | 6             | 1             | 0                  | 0                  | 17    | 1     |
| Once Caldas · Colombia                   | Total               | Total               | 11    | 0     | 6             | 1             | 0                  | 0                  | 17    | 1     |
| Dorados de Sinaloa · México              | 1ª                  | 2018                | 0     | 0     | 1             | 0             | 0                  | 0                  | 1     | 0     |
| Dorados de Sinaloa · México              | Total               | Total               | 0     | 0     | 1             | 0             | 0                  | 0                  | 1     | 0     |
| Santa Fe · Colombia                      | 1ª                  | 2019                | 0     | 0     | 2             | 0             | 0                  | 0                  | 2     | 0     |
| Santa Fe · Colombia                      | Total               | Total               | 0     | 0     | 2             | 0             | 0                  | 0                  | 2     | 0     |
| Cúcuta Deportivo · Colombia              | 1ª                  | 2019                | 0     | 0     | 0             | 0             | 0                  | 0                  | 0     | 0     |
| Cúcuta Deportivo · Colombia              | Total               | Total               | 0     | 0     | 0             | 0             | 0                  | 0                  | 0     | 0     |
| Boca Juniors de Cali · Colombia          | 2ª                  | 2020                | 0     | 0     | 0             | 0             | 0                  | 0                  | 0     | 0     |
| Boca Juniors de Cali · Colombia          | Total               | Total               | 0     | 0     | 0             | 0             | 0                  | 0                  | 0     | 0     |
| Delfines del Este · República Dominicana | 1ª                  | 2021                | 0     | 0     | 0             | 0             | 0                  | 0                  | 0     | 0     |
| Delfines del Este · República Dominicana | Total               | Total               | 0     | 0     | 0             | 0             | 0                  | 0                  | 0     | 0     |
| Total en su carrera                      | Total en su carrera | Total en su carrera | 27    | 1     | 26            | 5             | 0                  | 0                  | 53    | 6     |

## Vida familiar
Es hermano de los también futbolistas colombianos Geraldín Cardona y Edwin Cardona. Actualmente Geraldín juega para el Atlético Nacional Femenino y Edwin lo hace para el Atlético Nacional Masculino.